# Beybienkoana tenuis
Beybienkoana tenuis är en insektsart som först beskrevs av Bei-bienko 1966.  Beybienkoana tenuis ingår i släktet Beybienkoana och familjen syrsor. Inga underarter finns listade i Catalogue of Life.